# Weihnachtsbeihilfe
Die Weihnachtsbeihilfe war eine einmalige Leistung der Sozialhilfe.
Diese Leistung sollte den erhöhten Bedarf abdecken, der aufgrund des Weihnachtsfestes entstand. Die Weihnachtsbeihilfe war zwar nicht ausdrücklich gesetzlich geregelt, wurde aber von der Rechtsprechung in analoger Anwendung der Regelungen zu einmaligen Bedarfen anerkannt. Im Gegensatz zu diesen einmaligen Bedarfen musste der Leistungsempfänger nicht nachweisen, dass und in welcher Höhe konkret Kosten durch das Weihnachtsfest entstanden sind, sondern diese wurden pauschaliert erbracht. Die Bemessung der konkreten Höhe oblag den Ländern und wurde meist zwischen 50 und 100 DM festgelegt.
Mit Ablösung des BSHG durch das SGB II und SGB XII im Jahr 2005 und der Umstellung auf pauschalierte Regelsätze entfiel die Weihnachtsbeihilfe für Leistungsbezieher außerhalb stationärer Einrichtungen; diese Kosten sollten nunmehr aus dem Regelsatz gedeckt werden. Für Leistungsbezieher in stationären Einrichtungen wollte der Gesetzgeber hingegen die Weihnachtsbeihilfe zunächst beibehalten, die tatsächliche Gewährung der Leistung war aber aufgrund einer fehlenden gesetzlichen Regelung umstritten und wurde nicht in allen Ländern umgesetzt. Nach einem Streit zwischen Bund und Ländern entschied sich der Gesetzgeber mit Wirkung zum 1. Januar 2007, den Barbedarf für Leistungsbezieher in stationären Einrichtungen von 26 Prozent auf 27 Prozent des Regelsatzes zu erhöhen, um damit ähnlich wie bei Leistungsbeziehern außerhalb stationärer Einrichtungen die Kosten für das Weihnachtsfest pauschal abzudecken. Aufgrund einer Übergangsregelung in § 133b SGB XII wurde für das Jahr 2006 nochmals eine Weihnachtsbeihilfe in Höhe von mindestens 36 Euro gewährt. Das Bundessozialgericht entschied, dass diese Regelung auch rückwirkend für das Jahr 2005 anzuwenden ist.